# Blackstone Group
The Blackstone Group è una delle più grandi società finanziarie del mondo, specializzata nei settori di private equity, investimenti immobiliari, hedge funds, leveraged buyout e strategie di investimento. Blackstone è anche la più grande società al mondo nel campo degli investimenti alternativi, con un patrimonio gestito di oltre 1.000 miliardi di dollari.
Il gruppo è uno dei più importanti operatori mondiali di leveraged buyout e detiene quote significative di multinazionali, tra le quali Hilton Worldwide, Thomson Reuters, Equity Office Properties, Versace, SeaWorld Parks & Entertainment, Apria Healthcare, Republic Services, AlliedBarton, United Biscuits, Freescale Semiconductor, Vivint, Inc. e Travelport. La sede centrale si trova a Manhattan, New York City, e la società ha otto sedi negli Stati Uniti e tredici uffici a Londra, Lussemburgo, Parigi, Düsseldorf, Sydney, Tokyo, Hong Kong, Singapore, Pechino, Shanghai, Milano, Mumbai e Abu Dhabi.

## Storia

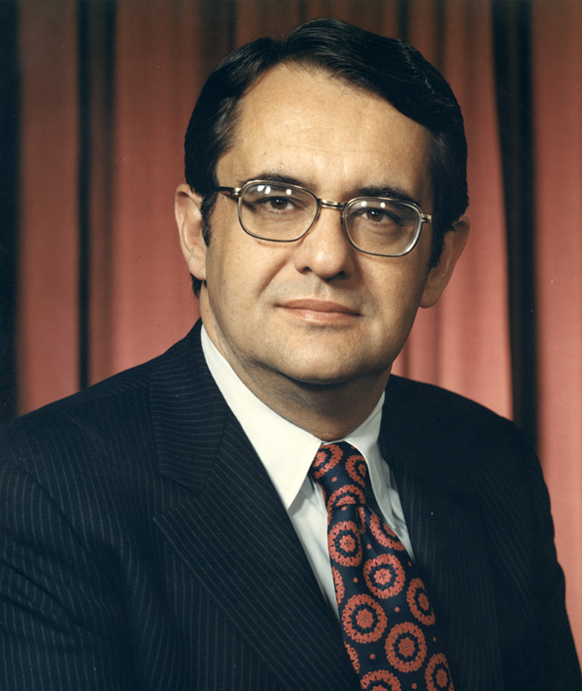
Peter G. Peterson, uno dei fondatori di Blackstone, è stato in precedenza chairman di Lehman Brothers, Kuhn, Loeb Inc.

### Gli inizi
Fondato nel 1985 come boutique per compiere fusioni e acquisizioni da Peter G. Peterson e Stephen A. Schwarzman che in passato avevano lavorato insieme a Lehman Brothers, Khun, Loeb Inc. Peterson, figlio di immigrati greci, aveva guidato in precedenza, dal 1963 al 1971, la Bell & Howell, ed era stato per un anno, dal febbraio 1972, segretario del commercio degli Stati Uniti sotto la presidenza di Richard Nixon, per poi essere stato chairman e Ceo, dal 1973 al 1984, della Lehman Brothers. Schwarzman era stato il capo del business globale del settore fusioni e acquisizioni della Lehman Brothers. Il nome della società, Blackstone, è un crittogramma derivato dai nomi dei due fondatori: Schwarz in tedesco significa nero, black, Peter in greco significa pietra, stone.
Nel 1987 si aggiunge a loro Roger C.Altan, un banchiere d'investimento con un passato anche lui alla Lehman Brothers e un periodo di amministratore delegato della Shearson Lehman Brothers. Lascerà poi la società nel 1992 per entrare nell'amministrazione di Bill Clinton come vicesegretario al tesoro.
Sempre nel 1987 Blackstone consiglia la fusione delle banche d'investimento EF Hutton & Co e Shearson Lehman Brothers, riscuotendo una commissione di 3,5 milioni di dollari. Nell'ottobre 1987, all'indomani del crollo del mercato azionario, la società realizza il suo primo fondo di investimento seguendo il modello di merchant banking insieme a Prudential Insurance Company, Nikko Secutities e il fondo pensione General Motors.

### L'espansione
Sempre nel 1987 Blackstone si avventura anche in altre attività, in particolare nella gestione degli investimenti. Entra così in una partnership (con il 50% del capitale) con i fondatori di BlackRock, Larry Fink, Robert Steven Kapito e Ralph Schlosstein. Fink e amici, che in precedenza avevano gestito le divisioni in titoli garantite da mutui presso First Boston e Lehman Brothers Kuhn Loeb & Co., inizialmente si uniscono a Blackstone per gestire un fondo di investimento e fornire consulenza alle istituzioni finanziarie. Hanno inoltre pianificato di utilizzare un fondo Blackstone per contribuire a creare un'attività di gestione patrimoniale specializzata in investimenti a reddito fisso. L'attività è subito redditizia, nell'arco di un anno il patrimonio gestito si quadruplica arrivando a 2,7 miliardi di dollari. La partnership durerà sino al 1994: Fink e Schwarzman hanno visioni strategiche diverse e decidono di separarsi. BlackRock andrà per la sua strada.

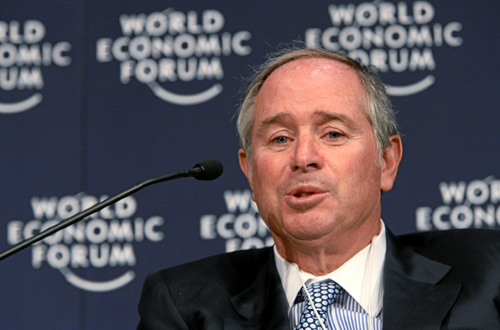
Stephen A. Schwarzman, cofondatore, chairman e CEO di Blackstone Group.

Con l'espansione dell'attività, la banca giapponese Nikko Securities acquisisce una partecipazione del 20% in Blackstone per un investimento di 100 milioni di dollari nel 1988 (valutando l'impresa 500 milioni di dollari). L'investimento di Nikko consente una maggiore espansione dell'azienda e delle sue attività di investimento. In questa fase di sviluppo nel 1988 l'impresa si affida anche al politico e banchiere d'investimento David Stockman di Salomon Brothers. Stockman condurrà molte operazioni chiave e lascerà Blackstone nel 1999 per fondare una propria società di private equity, Heartland Industrial Partners, con sede a Greenwich, nel Connecticut.
Nel 1990 Blackstone crea un hedge fund per gestire le risorse interne della società e dei suoi massimi dirigenti. Ampliando in seguito l'attività a favore degli investitori istituzionali e dando vita ad altri hedge fund e fondi di investimento chiusi. Nel 1992 entra, sotto la guida di Herry Silverman, nel settore dell'investimento immobiliare con l'acquisizione di una serie di attività alberghiere. Crea vari fondi immobiliari (sei focalizzati negli Stati Uniti, altri tre impegnati sulle opportunità internazionali) riuscendo a raccogliere fino al 2007 più di 13 miliardi di dollari in 212 operazioni immobiliari e diventando uno dei principali proprietari di immobili negli Stati Uniti e in Europa.
Notevoli gli investimenti nella prima metà degli anni novanta, tra cui Great Lakes Dredge and Dock Company (1991), Six Flags (1991), US Radio (1994), Centerplate (1995), MEGA Brands (1996). Inoltre, nel 1996, Blackstone conclude una partnership con Loewen Group, la seconda agenzia di pompe funebri del Nord America, per l'acquisto di società di pompe funebri e cimiteri. Continua a crescere anche alla fine degli anni novanta. Completa la raccolta di fondi per il suo terzo fondo di private equity, con circa 4 miliardi di dollari di impegni da parte di investitori e un fondo di investimento immobiliare da 1,1 miliardi. Nel 1998 sostituisce la partecipazione nel capitale di Nikko Securities vendendo il 7% della società ad un'altra compagnia assicuratrice ma statunitense, l'AIG (American International Group). Nell'operazione Blackstone è valutata 2,1 miliardi di dollari. Alla fine degli anni novanta gli investimenti di Blackstone comprendono AMF Group (1996), Haynes International (1997), American Axle (1997), Premcor (1997), CommNet Cellular (1998), Graham Packaging (1998), Centennial Communications (1999), Bresnan Communications (1999), PAETEC Holding Corp. (1999). Nel 1997 fa anche il suo primo investimento in AWI (Allied Waste Industries) e due anni più tardi, nel 1999, fornisce insieme ad Apollo Management il capitale per l'acquisizione da parte di Allied Waste di Browning-Ferris Industries. Viene così creata la seconda più grande società di raccolta e gestione dei rifiuti negli Stati Uniti.

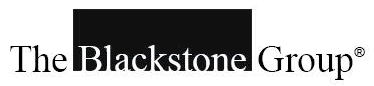
Il logo iniziale

Nel marzo 2008 acquisisce GSO Capital Partners per circa 1 miliardo di dollari di cui 620 milioni in contanti e garantendo gli altri nell'arco dei successivi cinque anni e pagabili in base agli obiettivi raggiunti. Fondata nel 2005 da Bennett Goodman, Tripp Smith e Doug Osterover (le iniziali dei loro cognomi danno nome alla società), GSO Capital Partners si è specializzata nella gestione di patrimoni orientati al credito.
Dal 1987 al 2007, anno dell'ingresso in Borsa, Blackstone ha investito circa 20 miliardi di dollari in 109 operazioni di private equity. Gli investimenti più importanti includono Allied Waste, AlliedBarton Security Services, Graham Packaging, Celanese, Nalco, HealthMarkets, Houghton Mifflin, American Axle, TRW Automotive, Catalent Pharma Solutions, Prime Hospitality, Legoland, Madame Tussauds, Luxury Resorts (LXR),Pinnacle Foods, Hilton Hotel Corporation, Apria Healthcare, Travelport, The Weather Channel (Stati Uniti) e The PortAventura Resort. Nel 2009 Blackstone rileva Busch Entertainment (comprendente i parchi Sea World, Busch Garden Parks e i due parchi acquatici). Nel 2012 acquisisce una partecipazione di controllo in Vivint Inc, una società di automazione domestica, sicurezza ed energia.
Tra i precedenti investimenti degni di nota gli Universal Studios Parks, venduti a Comcast.
Nel febbraio 2014 acquisisce il 20% nel marchio di lusso Versace per 150 milioni di euro: lo rivenderà nel settembre 2018 quando l'azienda italiana sarà ceduta allo stilista americano Michael Kors. In maggio rileva il Cosmpolitan di Las Vegas da Deutsche Bank per 1,7 miliardi di dollari. Nel 2015 acquista per 6 miliardi di dollari la catena alberghiera StrategicHotel & Resort (in portafoglio la proprietà di alberghi come il Four Seasons di Washington, il Western St.Francis di San Francisco, il Ritz-Carlton Laguna Niguel in California) per poi rivenderla quasi un anno più tardi alla Aubang Insurance per 6 miliardi e mezzo.
Nel febbraio 2017 acquisisce per 4,3 miliardi di dollari dall'inglese AON Plc, uno dei principali broker assicurativi del mondo, la piattaforma di esternalizzazione di risorse umane, creando una nuova società chiama Alight. Quattro mesi più tardi rileva la quota di controllo di The Office Group, valutando l'intera società 640 milioni di dollari.
Sempre nel 2017 Stephen Schwarzman, repubblicano in politica, accetta anche l'incarico di presidente del Forum strategico e politico voluto da Donald Trump. Ci resta solo poco più di sei mesi, dal 20 gennaio al 16 agosto.
Nel febbraio 2018 Blackstone Group, a capo di una cordata di investitori tra cui il fondo sovrano di Singapore e quello pensionistico canadese, rileva il 55% della divisione "finanza e rischi" di Thomson Reuters per 20 miliardi di dollari. Si tratta dell'operazione più grande dopo quella di 26 miliardi di dollari sugli hotel Hilton. In luglio l'ok dell'Antitrust. Nell'accordo c'è l'impegno a pagare per 30 anni 325 milioni l'anno a supporto di Reuters News.
Nel marzo 2018 China Investment Corporation annuncia di avere ceduto per tre miliardi di dollari la quota detenuta dal 2007 in Blackstone (inizialmente il 9% diventato in seguito il 12%) tramite la Peijing Wonderful Investment: il disimpegno del fondo sovrano cinese è avvenuto gradualmente.
All'inizio del terzo quadrimestre del 2021 completa l'acquisizione di Entertainment One Music da Hasbro per 385 milioni di dollari.

## Controversie
Nel novembre 2018 RCS MediaGroup, azienda italiana specializzata nell'editoria e proprietaria tra l'altro del quotidiano Corriere della Sera, decide di ricorrere ad un arbitrato a Milano per chiedere l'annullamento della vendita a Blackstone Group, avvenuta alla fine del 2013 per 120 milioni di euro, del palazzo storico del Corriere della Sera, a Milano. La tesi è che la vendita degli immobili (considerata da molti una svendita tenendo anche conto che il canone d'affitto applicato da Blackstone è di circa 10,3 milioni) è avvenuta in un periodo di difficoltà finanziarie di Rcs e quindi da considerarsi nulla in base alla normativa italiana sull'usura. L'iniziativa congela di fatto la vendita degli immobili da parte di Blackstone al gruppo assicurativo Allianz disposto ad acquistarli per il doppio (250 milioni). E dal momento che Allianz si rifiuta di perfezionare la trattativa fino a quando la vertenza non sarà risolta, a sua volta Blackstone cita Rcs davanti a una corte di New York chiedendo i danni.